# Chattahoochee River National Recreation Area
La Chattahoochee River National Recreation Area est une zone récréative américaine classée National Recreation Area, en Géorgie. Créée le 15 août 1978, elle protège 42,69 km2 dans les comtés de Cobb, Forsyth, Fulton et Gwinnett.